# 網絡賭博
在线赌博又稱网络赌博、網路賭博、網上賭博、網上博彩，是指人們在互联网上进行的赌博。種類包括網上撲克、在線赌场和在線体育赌博。第一个能公開訪問的在线赌博场所，是1994年10月列支敦士登發行的国际彩票。许多国家限制或禁止网上赌博。然而在美国的一些州、加拿大的一些省份、欧洲联盟的大多数国家和加勒比地区的一些国家，网上赌博是合法的。